# Catedral de San Pablo (Santa Elena)
La Catedral de San Pablo (en inglés: Saint Paul's Cathedral) es una catedral en la isla Santa Elena, y forma parte de la diócesis de Santa Elena. Se encuentra a unos 2 kilómetros al sur de Jamestown, en el distrito de San Pablo.
Sustituyó a "la iglesia del país", que existió desde los primeros días de la colonización de la isla en el siglo XVII. Obras de construcción de la nueva iglesia se iniciaron en 1850, se terminó en 1851 y la iglesia se convirtió en la catedral en 1859, cuando se estableció la diócesis de Santa Elena. En el momento de la diócesis incluía las islas de Ascensión y Tristán de Acuña.
Es uno de los muchos edificios catalogados (una designación para los edificios de mérito histórico o arquitectónico) junto con el cercano Plantation House.

## Parroquia
La parroquia de la Catedral de San Pablo (una de las tres parroquias de la isla) está formado por la Catedral de San Pablo y cuatro iglesias hijas:
- San Andrés, Half Tree Hollow
- Santa Elena de la Cruz, Cerro Azul
- San Martín en los Cerros, Colina Thompsons
- San Pedro, Bahía Arenosa

## Galería

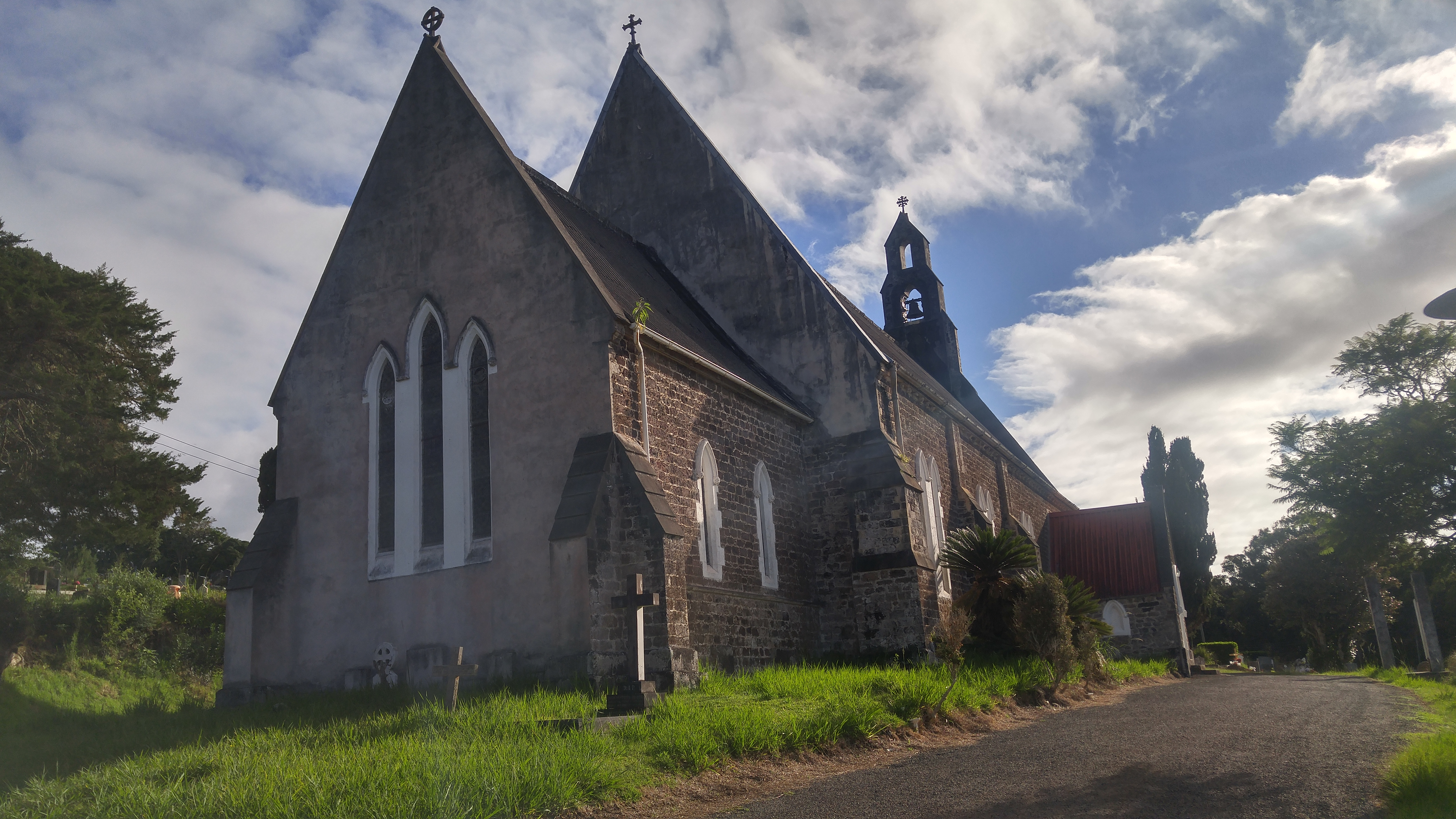
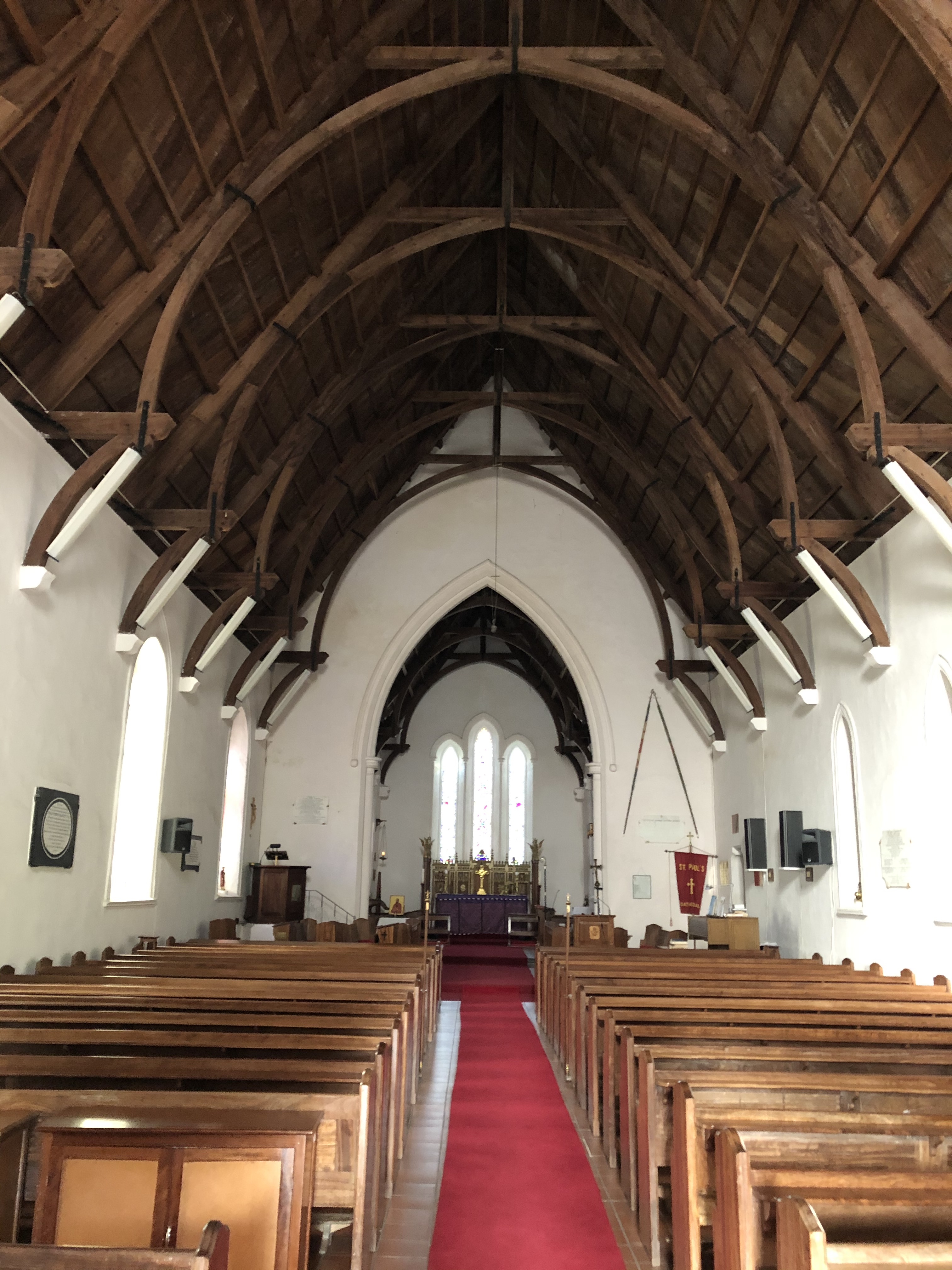
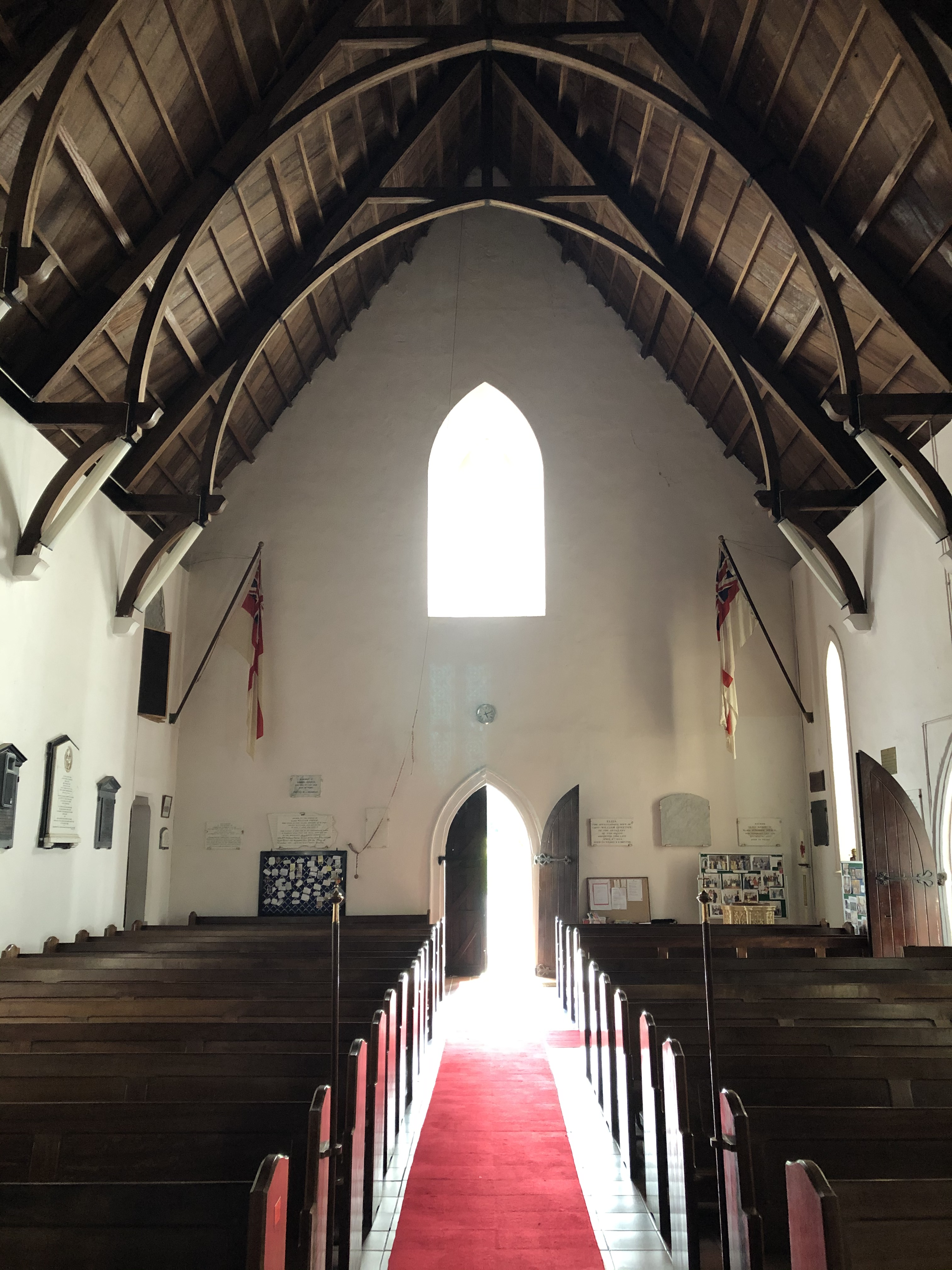
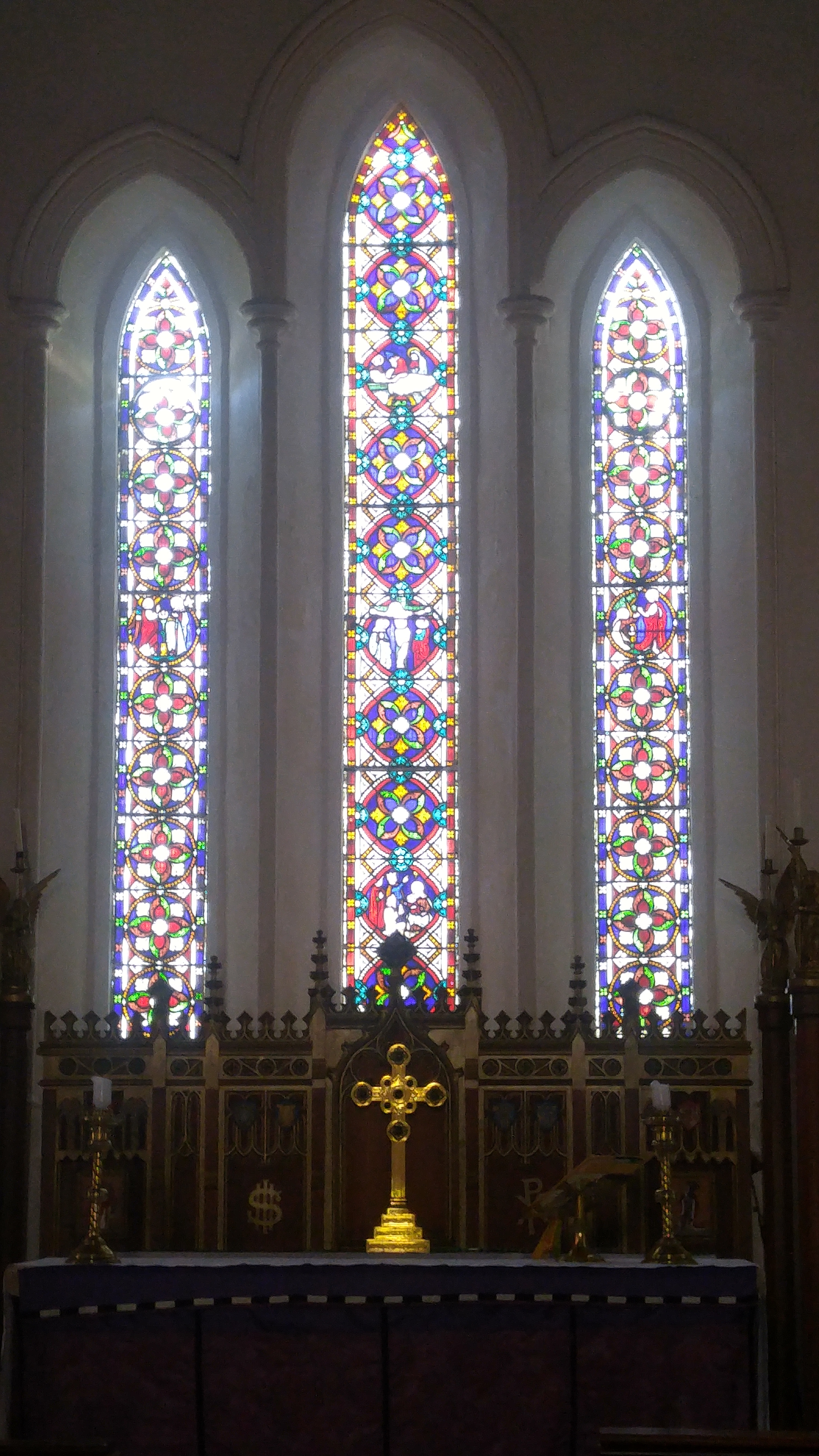
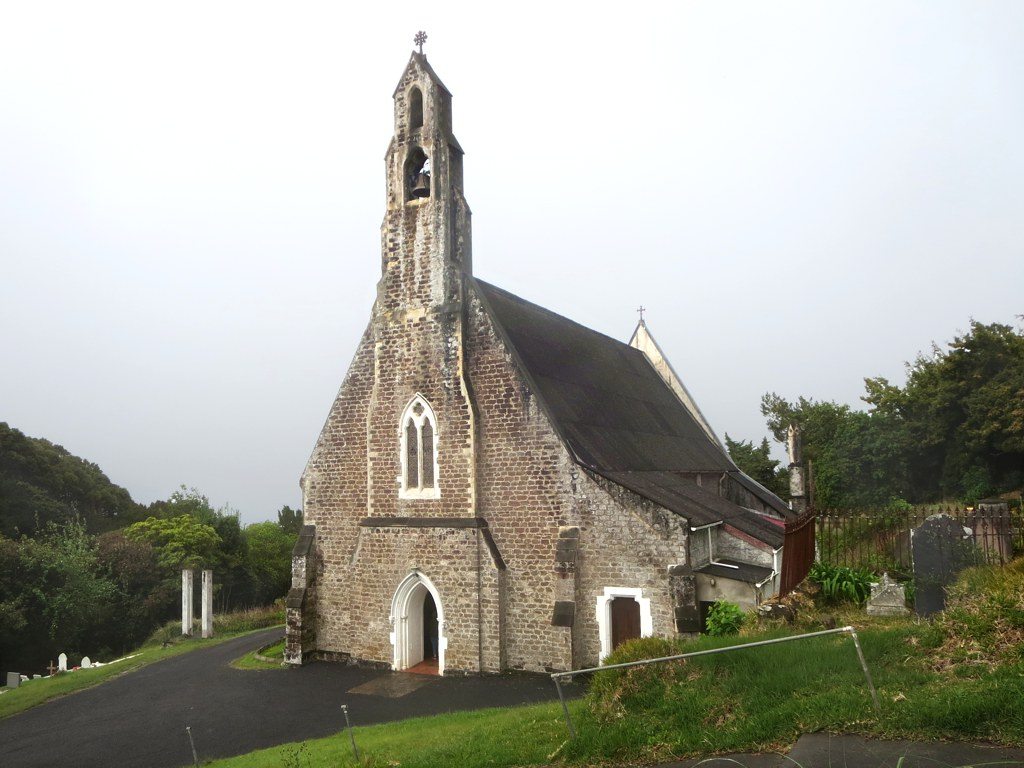
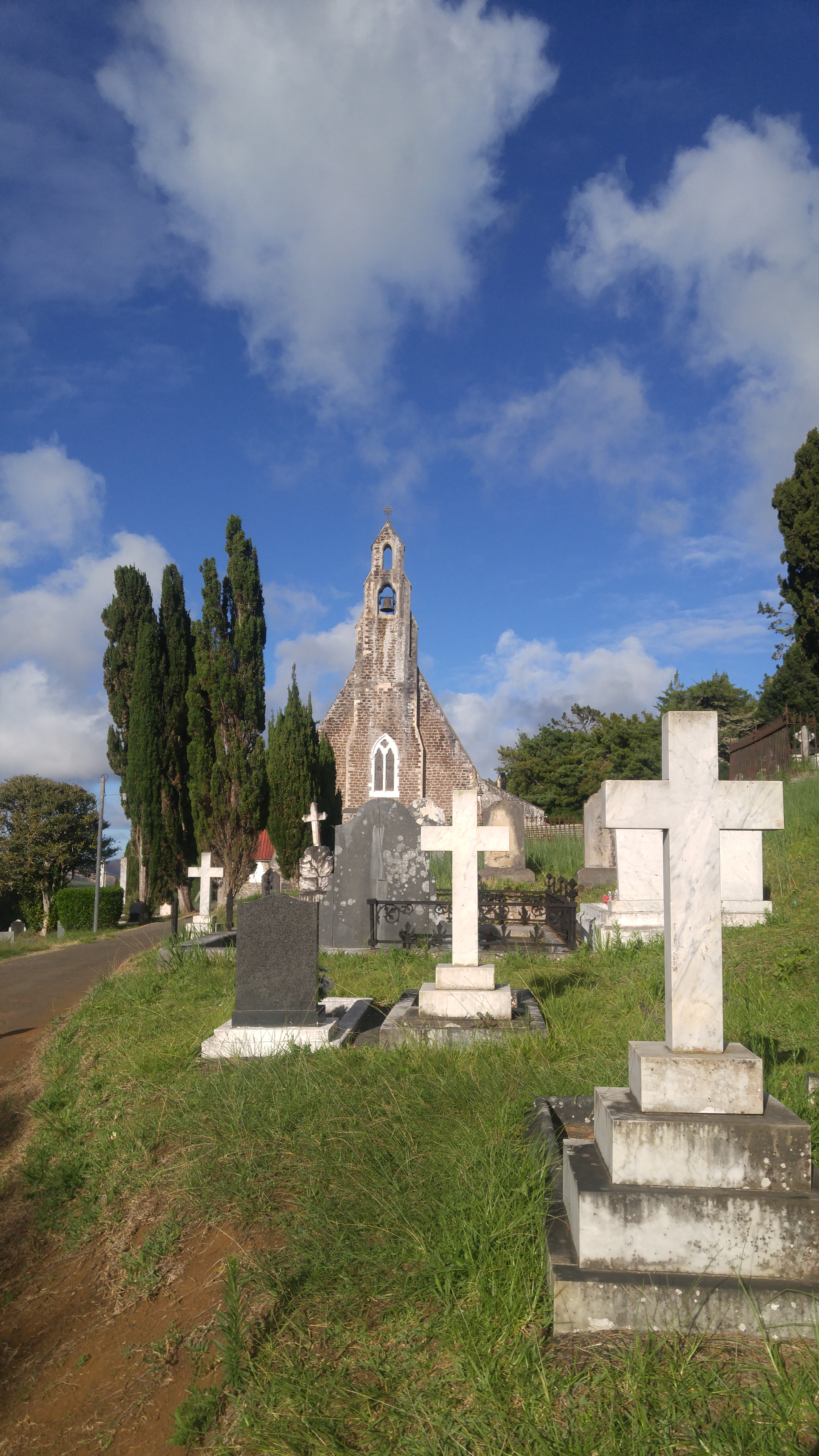
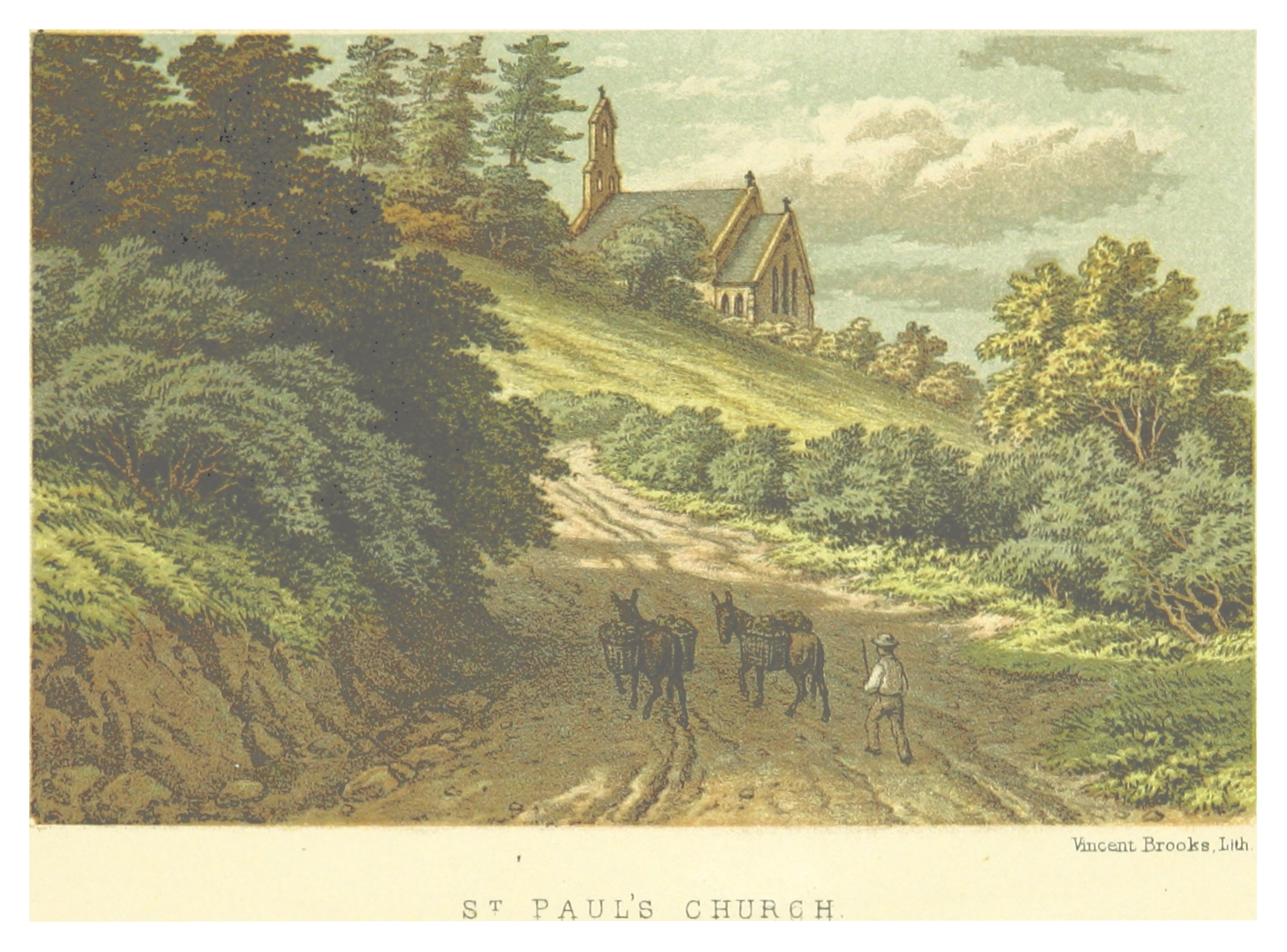